# Muret
Muret (okcitansko Murèth) je mesto in občina v južni francoski regiji Jug-Pireneji, podprefektura departmaja Haute-Garonne. Leta 2008 je mesto imelo 23.297 prebivalcev.

## Geografija
Mesto se nahaja v pokrajini Languedoc ob izlivu reke Louge v Garono, 20 km južno od središča regije Toulousa; je njegovo zunanje predmestje.

## Uprava
Muret je sedež istoimenskega kantona, v katerega so poleg njegove vključene še občine Le Fauga, Frouzins, Labastidette, Lavernose-Lacasse, Lherm, Saint-Clar-de-Rivière, Saint-Hilaire in Seysses s 40.932 prebivalci.
Mesto je prav tako sedež okrožja, v katerem se nahajajo kantoni Auterive, Carbonne, Cazères, Cintegabelle, Fousseret, Montesquieu-Volvestre, Muret, Portet-sur-Garonne, Rieumes, Rieux-Volvestre in Saint-Lys s 154.872 prebivalci.

## Zgodovina
12. septembra 1213 je v bližini Mureta križarska vojska pod poveljstvom francoskega plemiča Simona de Montforta v bitki porazila aragonske in katalonske sile Petra II. Aragonskega.

## Zanimivosti
- cerkev sv. Jakoba,
- grad Château de Rudelle.

## Osebnosti
- Adolphe Niel (1802-1869), vojni minister, maršal Francije,
- Clément Ader (1841-1925), inženir, letalski pionir.

## Pobratena mesta
- Monzón (Aragonija, Španija);